# Liga Premier de Bosnia y Herzegovina 2011-12
La Premijer Liga 2011-12 es la decimosegunda temporada de la Premijer Liga de Bosnia y Herzegovina como la liga de fútbol de más alto nivel del país. El torneo es organizado por la Federación de Fútbol de Bosnia y Herzegovina.
La temporada inició el 6 de agosto de 2011 y terminó el 23 de mayo de 2012, con un receso de invierno entre diciembre y febrero. El campeón fue el Željezničar Sarajevo que consiguió su cuarto campeonato de Bosnia y Herzegovina en la historia del club.
Los clubes Budućnost Banovići y Drina Zvornik descendidos la temporada anterior fueron reemplazados por los campeones de las dos ligas de segundo nivel, GOŠK Gabela de la Prva Liga FBiH y Kozara Gradiška de la Prva Liga RS.

## Formato
Los dieciséis equipos participantes jugaran entre sí todos contra todos dos veces totalizando 30 partidos cada uno, al término de la fecha 30 el primer clasificado obtuvo un cupo para la segunda ronda de la Liga de Campeones 2012-13, mientras que el segundo y tercer clasificado obtuvieron un cupo para la primera ronda de la Liga Europa 2012-13; por otro lado los dos últimos clasificados descendieron a la Prva Liga FBiH 2012-13 o a la Prva Liga RS 2012-13.
Un tercer cupo para la segunda ronda de la Liga Europa 2012-13 es asignado al campeón de la Copa de Bosnia y Herzegovina.

## Equipos
| Club             | Ciudad        | Estadio                      | Aforo  |
| ---------------- | ------------- | ---------------------------- | ------ |
| Borac            | Banja Luka    | Banja Luka City Stadium      | 7.238  |
| Cellik Zenica    | Zenica        | Bilino Polje                 | 15.292 |
| GOŠK Gabela      | Gabela        | Stadion Podavala             | 2.800  |
| Kozara Gradiška  | Gradiška      | Gradski stadion (Gradiška)   | 5.000  |
| Leotar Trebinje  | Trebinje      | Police Stadium               | 8.550  |
| Olimpik Sarajevo | Sarajevo      | Stadion Otoka                | 3.000  |
| Rudar Prijedor   | Prijedor      | Gradski stadion (Prijedor)   | 5.000  |
| Sarajevo         | Sarajevo      | Asim Ferhatovic Hase Stadium | 35.630 |
| Slavija Sarajevo | Sarajevo      | Gradski SRC Slavija          | 6.000  |
| Sloboda Tuzla    | Tuzla         | Stadion Tušanj               | 8.444  |
| Široki Brijeg    | Široki Brijeg | Stadion Pecara               | 5.628  |
| Travnik          | Travnik       | Stadion Pirota               | 3.200  |
| Velež Mostar     | Mostar        | Stadion Vrapcici             | 5.294  |
| Zrinjski Mostar  | Mostar        | Bijeli Brijeg Stadium        | 20.000 |
| Zvijezda         | Gradacac      | Banja Ilidža                 | 5.000  |
| Željezničar      | Sarajevo      | Stadion Grbavica             | 16.100 |

## Tabla de posiciones
| Pos. | Equipo           | Pts. | PJ | G  | E  | P  | GF | GC | Dif. | Clasificación y descenso 2012–13      |
| ---- | ---------------- | ---- | -- | -- | -- | -- | -- | -- | ---- | ------------------------------------- |
| 1    | Željezničar (C)  | 71   | 30 | 22 | 5  | 3  | 68 | 17 | +51  | Segunda ronda de la Liga de Campeones |
| 2    | Široki Brijeg    | 63   | 30 | 18 | 9  | 3  | 48 | 17 | +31  | Segunda ronda de la Liga Europa       |
| 3    | Borac            | 55   | 30 | 17 | 4  | 9  | 46 | 26 | +20  | Primera ronda de la Liga Europa       |
| 4    | Sarajevo         | 54   | 30 | 16 | 6  | 8  | 48 | 31 | +17  | Primera ronda de la Liga Europa       |
| 5    | Olimpik Sarajevo | 52   | 30 | 15 | 7  | 8  | 44 | 23 | +21  |                                       |
| 6    | Zrinjski Mostar  | 45   | 30 | 12 | 9  | 9  | 47 | 41 | +6   |                                       |
| 7    | Zvijezda         | 45   | 30 | 13 | 6  | 11 | 37 | 35 | +2   |                                       |
| 8    | Travnik          | 35   | 30 | 10 | 5  | 15 | 42 | 53 | −11  |                                       |
| 9    | Cellik Zenica    | 34   | 30 | 8  | 10 | 12 | 31 | 39 | −8   |                                       |
| 10   | Rudar Prijedor   | 34   | 30 | 10 | 4  | 16 | 30 | 46 | −16  |                                       |
| 11   | Velež Mostar     | 33   | 30 | 8  | 9  | 13 | 28 | 35 | −7   |                                       |
| 12   | Leotar Trebinje  | 33   | 30 | 9  | 6  | 15 | 27 | 40 | −13  |                                       |
| 13   | GOŠK Gabela      | 33   | 30 | 8  | 9  | 13 | 26 | 43 | −17  |                                       |
| 14   | Slavija Sarajevo | 32   | 30 | 10 | 2  | 18 | 36 | 61 | −25  |                                       |
| 15   | Sloboda Tuzla    | 32   | 30 | 10 | 2  | 18 | 23 | 48 | −25  | Descenso a Prva Liga FBiH 2012-13     |
| 16   | Kozara Gradiška  | 19   | 30 | 4  | 7  | 19 | 19 | 45 | −26  | Descenso a Prva Liga RS 2012-13       |

Actualizado a los partidos jugados el 23 de mayo de 2012.
 Fuente: Soccerway

## Resultados
| Local \ Visitante | BOR | CEL | GOS | KOZ | LEO | OLI | RUD | SAR | SLA | SLO | SIR | TRA | VEL | ZEL | ZRI | ZVI |
| ----------------- | --- | --- | --- | --- | --- | --- | --- | --- | --- | --- | --- | --- | --- | --- | --- | --- |
| Borac             | —   | 2–0 | 6–0 | 1–0 | 3–1 | 1–0 | 3–1 | 2–0 | 3–2 | 4–1 | 0–0 | 1–0 | 3–0 | 0–3 | 2–1 | 1–2 |
| Cellik Zenica     | 0–0 | —   | 2–0 | 2–0 | 2–3 | 1–0 | 3–0 | 1–1 | 1–2 | 1–0 | 0–0 | 2–2 | 1–1 | 1–1 | 1–3 | 2–1 |
| GOŠK Gabela       | 1–0 | 0–0 | —   | 0–0 | 2–1 | 3–0 | 3–0 | 1–4 | 1–2 | 1–4 | 1–2 | 3–1 | 0–0 | 0–1 | 0–0 | 2–1 |
| Kozara Gradiška   | 0–1 | 1–2 | 0–0 | —   | 1–0 | 0–6 | 1–0 | 1–3 | 6–2 | 1–1 | 1–2 | 1–2 | 0–0 | 0–2 | 0–0 | 1–2 |
| Leotar Trebinje   | 3–0 | 0–0 | 0–0 | 1–0 | —   | 0–1 | 1–0 | 1–0 | 2–0 | 2–0 | 0–0 | 1–1 | 0–1 | 2–1 | 1–2 | 0–0 |
| Olimpik Sarajevo  | 2–1 | 1–0 | 0–0 | 2–0 | 4–1 | —   | 1–0 | 1–0 | 2–0 | 2–0 | 0–0 | 1–2 | 0–0 | 0–1 | 3–0 | 2–0 |
| Rudar Prijedor    | 1–3 | 0–0 | 3–0 | 3–0 | 2–0 | 1–1 | —   | 1–2 | 0–1 | 2–0 | 1–1 | 4–0 | 1–0 | 0–5 | 3–2 | 1–0 |
| Sarajevo          | 2–2 | 4–2 | 0–2 | 4–0 | 1–0 | 2–0 | 3–1 | —   | 2–1 | 2–1 | 0–1 | 1–0 | 1–1 | 2–2 | 2–0 | 3–2 |
| Slavija Sarajevo  | 0–2 | 2–0 | 1–0 | 2–1 | 2–3 | 2–2 | 1–1 | 0–4 | —   | 2–0 | 2–0 | 3–0 | 0–1 | 1–5 | 1–2 | 3–1 |
| Sloboda Tuzla     | 0–1 | 1–0 | 2–1 | 1–0 | 2–1 | 1–4 | 1–2 | 0–1 | 1–0 | —   | 1–0 | 1–0 | 2–0 | 0–4 | 3–2 | 0–0 |
| Široki Brijeg     | 1–1 | 1–0 | 2–0 | 1–0 | 5–1 | 1–1 | 3–0 | 3–1 | 5–0 | 2–0 | —   | 3–1 | 2–0 | 2–1 | 1–1 | 0–0 |
| Travnik           | 0–3 | 3–4 | 1–1 | 0–0 | 2–0 | 2–1 | 3–0 | 1–2 | 3–0 | 3–0 | 3–5 | —   | 3–2 | 2–1 | 2–2 | 2–1 |
| Velež Mostar      | 1–0 | 2–1 | 1–2 | 0–0 | 1–1 | 1–3 | 0–1 | 0–0 | 3–0 | 3–0 | 0–2 | 4–1 | —   | 1–2 | 3–1 | 1–1 |
| Željezničar       | 1–0 | 5–0 | 5–0 | 2–1 | 2–0 | 0–0 | 3–0 | 1–0 | 3–1 | 4–0 | 1–0 | 1–0 | 4–1 | —   | 3–3 | 1–0 |
| Zrinjski Mostar   | 1–0 | 1–1 | 4–2 | 2–3 | 1–0 | 2–4 | 3–1 | 1–1 | 3–1 | 2–0 | 0–1 | 2–0 | 1–0 | 0–0 | —   | 4–1 |
| Zvijezda          | 2–0 | 2–1 | 0–0 | 1–0 | 4–1 | 1–0 | 2–0 | 2–0 | 4–2 | 1–0 | 0–2 | 3–2 | 2–0 | 0–3 | 1–1 | —   |

| 1. 2. |

## Máximos Goleadores
| Pos. | Jugador          | Club             | Goles |
| ---- | ---------------- | ---------------- | ----- |
| 1    | Eldin Adilović   | Željezničar      | 19    |
| 2    | Igor Aničić      | Leotar Trebinje  | 10    |
| 2    | Haris Harba      | Olimpik Sarajevo | 10    |
| 2    | Dejan Rašević    | Slavija Sarajevo | 10    |
| 2    | Muamer Svraka    | Željezničar      | 10    |
| 6    | Saša Kajkut      | Borac            | 9     |
| 6    | Lazar Marjanović | Zrinjski Mostar  | 9     |
| 6    | Vernes Selimović | Željezničar      | 9     |